# Pyroppia serrifrons
Pyroppia serrifrons är en kvalsterart som först beskrevs av Banks 1923.  Pyroppia serrifrons ingår i släktet Pyroppia och familjen Ceratoppiidae. Inga underarter finns listade i Catalogue of Life.